# Часовня Всемилостивого Спаса у Москворецкого моста
Часо́вня Всеми́лостивого Спа́са у Москворе́цкого моста — православная часовня Китай-города в Москве. Примыкала к толще Китайгородской стены на месте её разрыва. Стояла предпоследним домом на нечётной стороне уничтоженной Москворецкой улицы в начале Мокринского переулка перед Москвой-рекой и старым Москворецким мостом.
Закрыта в 1920-е годы. Снесена в 1966 году перед строительством гостиницы Россия.

## История

### Строительство часовни
Снаружи, у несохранившихся кирпичных Москворецких (Спасских) ворот Китай-города  в 1685 — 1689 годах была построена деревянная часовня (на реконструкции А. М. Васнецова часовня не изображена).
Часовня первоначально принадлежала Зосимо-Савватиевской пустыни близ города Бронницы, а в 1700 году была приписана к Соловецкому монастырю.
В 1709 году часовня была перенесена на новое место — внутрь стен Китай-города, на место церкви Спаса Смоленского, построенной в 1514 году.
По воле Петра I Спасская часовня в числе многих московских часовен была закрыта, а её здание использовалось под торговые цели. По осмотру 1723 году оказалось, что в ней «торгует города Глухова Черкашенин Григорий сын Константинов бузою».
По общему указу 1727 года она была восстановлена.
С 1765 года передана Давидовской пустыни Серпуховского уезда (близ города Лопасня).
В 1912 году часовня перестраивалась к празднованию 150-летию её нахождения в ведении Вознесенской Давидовой пустыни.
"В 1765 году настоятель Давидовой пустыни архимандрит Паисий обратился к митрополиту московскому Тимофею с ходатайством о передаче, и оно было удовлетворено. Перестроенная во второй половине XIX века часовня вновь великолепно отделана внутри в 1912 году усердием благотворителей; обновлён и наружный вид. На всё это истрачено 40 000 рублей. Главная святыня — образ Спасителя — очень древнего письма. Другая — частица мощей великомученицы Варвары, помещена в особом ковчеге при её иконе. В часовне расположен глубокий колодезь с чистою ключевой водой".

### Святыня
Чудотворный образ Спаса образ письма XVII века принадлежал Ново-Соловецкой Марчуговской пустыни. Видимо, прежде икона находилась в специальной нише в Москворецких (Спасских, Водяных) воротах, разобранных в начале XIX века. Позднее — в деревянной часовне.

### Советский период
Спасская часовня была закрыта в 1920-х годах.
Почти вся Москворецкая улица, в конце которой стояла часовня, была снесена в 1938 году, но здание часовни окончательно сломали лишь в 1948 году при начале строительства высотного административного здания в Зарядье. На месте которого впоследствии построили гостиницу «Россия».
Ныне на улице нет ни одного дома, она только числится существующей между Красной площадью и Москворецкой набережной.
На месте часовни — проезд у западного фасада снесённой гостиницы «Россия».